# Skookum (rasa kota)
Kot Skookum – rasa kota wyhodowana w wyniku krzyżówki ras Munchkin oraz LaPerm w roku 1990 przez hodowcę Roya Galusha. Następnie do programu hodowlanego przystąpili hodowcy z USA, Europy, Nowej Zelandii i Australii.
Skookum jest obecnie uznawana za rasę eksperymentalną przez Independent European Registries, The Dwarf Cat Association oraz Catz Inc in New Zealand. Jest ona również zaakceptowana do rejestracji przez TICA jako rasa eksperymentalna, ale bez zatwierdzenia samej nazwy.
W Australii Skookum mogą konkurować na poziomie mistrzostw a pierwszym championem Skookum był Double Grand Champion Shortland BC Little Miss Moppet wyhodowany przez Twink McCabe, którego właścicielami są David Richardson i Christine Brelsford.